# 萨克萨克街道
萨克萨克街道，是中华人民共和国新疆维吾尔自治区阿克苏地区库车市下辖的一个乡镇级行政单位。

## 行政区划
萨克萨克街道下辖以下地区：
阿克店社区、库其艾日克社区、英买里社区、萨依博依社区、萨克萨克社区、试验城社区、萨依巴格社区和建设路社区。